# В одній знайомій вулиці…
«В одній знайомій вулиці…» — радянський короткометражний художній фільм 1988 року. Екранізація оповідання письменника Леоніда Андрєєва «Іван Іванович».

## Сюжет
Ранньоперебудовна рефлексія на післяреволюційні події 1905 року. Молодий захисник барикад проявляє слабкість і відпускає спійманого жандарма. Через деякий час його не щадять в подібній ситуації.

## У ролях
- Андрій Бубашкін — Авдєєв, жандарм
- Олексій Зєлєнов — бунтівник
- Валерій Баринов — Петров, бунтівник
- Володимир Січкар — бунтівник
- Олена Астаф'єва — епізод
- Микола Кочегаров — епізод
- Володимир Басов — епізод
- Леонід Трутнєв — епізод
- Олександр Вігдоров — бунтівник
- Валентин Мішаткін — епізод
- Григорій Маліков — епізод
- Олександр Горбенко — епізод
- Ольга Волкова — епізод
- Володимир Разумовський — бунтівник

## Знімальна група
- Режисер-постановник — Олександр Козьменко
- Автор сценарію — Кир Буличов, Олександр Козьменко
- Оператор-постановник — Геннадій Бєляєв
- Композитор — Сергій Лазарев
- Художник-постановник — Віктор Зенков
- Монтажер — Світлана Ляшинська